# Berenguer de Castellbisbal
Berenguer de Castellbisbal   (valor desconegut, segle XII - Nàpols, 6 de febrer de 1254) fou un frare dominic que fou bisbe de Girona.

## Biografia
Fou frare dominic del Convent de Santa Caterina de Barcelona. Acompanyà Pere el Catòlic a la batalla de Muret. Fou company de Fra Miquel Fabra del mateix orde, com a capellà de Jaume el Conqueridor i de tot l'exèrcit durant l'expugnació de la ciutat i illa de Mallorca, i en la conquesta del Regne de València als sarraïns. Un cop acabada la conquesta de la ciutat de Balànsiya, tan bon punt entrà en ella el rei en Jaume el feu bisbe de València, però com que els plets entre l'arquebisbe de Tarragona i el de Toledo, sobre la primacia de l'església a les Espanyes, no pogué ser consagrat com a tal, ni entrar en possessió del càrrec atorgat pel rei en Jaume. En aquest impasse fou prior del Convent de Santa Caterina (Barcelona) i escollit més tard bisbe de Girona. Assistí al concili provincial Tarraconense, celebrat el 1246 i en un altre que se celebrà a la mateixa ciutat el de 1252 i segons Roig i Jalpí a un altre concili de la Tarraconense, celebrat el 1242, que fou cridat a sant Ramon de Penyafort per ser Conciliar, a instància de tots els bisbes. En aquest concili es discutiren afers sobre el tracte dels heretges, sobre les penitències i sentències que havien de donar-se a aquests, la seva absolució secreta, les formes de les sentències contra l'heretge pertinaç, la forma de purgar-se de l'heretgia i la que convé seguir en el jurament per als compurgadors d'aquesta conducta. L'any 1252 fundà i aixecà el convent de l'orde dels predicadors a la ciutat de Girona, i l'any següent anà a Nàpols on hi havia el papa Alexandre IV on caigué malalt ordenant testament el 16 de gener del 1253 manant que els seus béns fossin distribuïts segons el criteri del prior del convent de Santa Caterina i de Raimon de Penyafort. Morí pocs dies després de testar a la mateixa ciutat de Nàpols i el seu cos fou dut a Catalunya i enterrat honoríficament en una sepultura de pedra a la capella de Santa Anna del convent barceloní on havia estat prior. Jaume el Conqueridor li féu tallar la llengua en sospitar que havia revelat secrets de la seva confessió.